# Naboerne (film fra 1912)
Naboerne eller Naar Konerne tager paa Landet er en dansk stum komediefilm fra 1912 produceret af Filmfabrikken Skandinavien. Filmens instruktør er ukendt. 
Filmen havde dansk premiere den 5. december 1912 i Filmfabrikkens egen biograf Biorama.

## Handling
Skomager Jensen og Skrædder Petersen frygter begge deres hustruer, der holder dem i stramme tøjler. En dag tager madammerne på landet, og de to kan endelig komme på stamknejpen. På knejpen opstår et skænderi mellem dem over et spil billard, og andre gæster får dem til at udfordre hinanden til en duel. Men dagen efter er ingen af de to særlig modige - tværtimod. Madammerne ankommer til kamppladsen, og almindelig forsoning opstår. Men hvad mon madammerne vil sige, når de kommer hjem med mændene indenfor husets fire vægge?

## Medvirkende
- Tonny Lehmann som Jensen, skomager
- Kate Fabian som Adolfine, Jensens kone
- Aage Brandt som Pedersen, skrædder
- Kirstine Kilian som skrædderens kone
- Emma Christiansen som Svigermo'er
- Jørgen Lund som Peter Saft, slagter
- Frederik Christensen som Nikolaisen, spasmager
- Johannes Kilian som Mortensen
- Robert Madsen	Jokum, skomagerdreng
- Bertha Lindgren som En dame